# Was jij maar hier
Was jij maar hier is een lied van de Nederlandse zanger Guus Meeuwis. Het werd in 2020 als single uitgebracht en stond in hetzelfde jaar als eerste track op het album Deel zoveel.

## Achtergrond
Was jij maar hier is geschreven door Angelo de Rijke, Christon Kloosterboer, Guus Meeuwis en René van Mierlo en geproduceerd door Palm Trees. Het is een lied uit het genre nederpop. Het is een lied waarin de liedverteller vertelt dat hij allemaal leuke dingen doet, maar dat hij zich toch alleen voelt en hij wenst dat een ander erbij is. 

## Hitnoteringen
De zanger had weinig succes met het lied. Er was geen notering in de Single Top 100 en ook de Top 40 werd niet bereikt. Bij laatstgenoemde was er wel de negentiende plaats in de Tipparade. 